# Blastobasis sublineatella
Blastobasis sublineatella é uma espécie de mariposa do gênero Blastobasis pertencente à família Coleophoridae.